# Anselmo Lorenzo
Anselmo Lorenzo Asperilla (né le 21 avril 1841 à Tolède ; mort à Barcelone le 30 novembre 1914) est un militant anarchiste et syndicaliste, considéré comme un des précurseurs de l'anarchisme en Espagne.

## Biographie

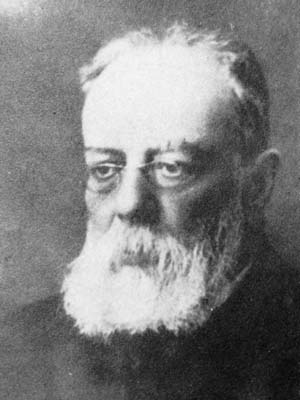

Après sa rencontre avec Giuseppe Fanelli, il est parmi les fondateurs de la section espagnole de la Première Internationale en 1868. Il participe à la conférence de Londres en 1871, où il défend aux côtés des libertaires des positions anti-autoritaires.
Franc-maçon, à partir de 1883 il a une activité intense dans la loge barcelonaise Les fils du travail (Hijos del Trabajo),.
À la suite du procès de Montjuic (1896-1897), il est obligé de s'exiler à Paris.
Il contribue, à son retour en Espagne, aux publications de l'Escuela moderna animée par Francisco Ferrer.
En 1910 à Barcelone, il était un des fondateurs de la Confederación Nacional del Trabajo.

## Œuvres
- Articles sur la Fondation Pierre Besnard : en ligne.

## Notices
- Ressource relative à la musique :   - MusicBrainz
- Notices dans des dictionnaires ou encyclopédies généralistes :   - Diccionario Biográfico Español
  - Gran Enciclopèdia Catalana
- Notices d'autorité :   - VIAF
  - ISNI
  - BnF (données)
  - IdRef
  - LCCN
  - GND
  - CiNii
  - Espagne
  - Catalogne
  - Tchéquie
  - Portugal
  - WorldCat
- (es) Miguel Íñiguez, Enciclopedia Histórica del Anarquismo Español, Vitoria, Asociación Isaac Puente, 2008, notice biographique.
- L'Éphéméride anarchiste : notice biographique.
- Centre international de recherches sur l'anarchisme (Lausanne) : notice bibliographique.
- (es) Juan Manuel Roca et Iván Darío Álvarez Escobar, Diccionario anarquista de emergencia, Bogota, Norma Editorial, 2008,, 276 p. (ISBN 978-958-45-0772-3, BNF 41384914, présentation en ligne), p. 152.
- Anarchist Encyclopedia : notice bibliographique.
- Estel Negre : notice bibliographique.